# いのち (NHK大河ドラマ)
『いのち』は、1986年1月5日から12月14日にNHKで放送された大河ドラマ第24作である。主演は三田佳子。

## 概要
1984年（昭和59年）の『山河燃ゆ』、1985年（昭和60年）の『春の波涛』に続く「近代大河3部作」の第3作。『山河燃ゆ』以降近代路線に転換してから視聴率的に苦戦していた大河ドラマの梃入れのため、『おんな太閤記』（1981年）『おしん』（1983年 - 1984年）で当時人気の実力派・橋田壽賀子を起用した。当初、NHKは司馬遼太郎原作の明治物の脚色を依頼していたが、オリジナルに拘る橋田が難色を示し、自らの戦後史に擬えての現代史となった。
時代設定は、終戦直後の昭和20年（1945年）から「放送当時の『現代』」である昭和60年（1985年）前後で、大河ドラマでは最も新しい時代を取り上げた作品である。なお、昭和60年（1985年）の前作品『春の波涛』の最終回ラストのナレーションにおいて、主人公の貞奴について「戦後間もなく永眠した。」と語られており、時系列的にはそのまま前作から引き続く形になった。
歴史的人物・事件を主要な題材とする大河ドラマとしてはかなりの異色作で、当時の資料映像を除き、話を進行させる名前のある登場人物は全員架空の唯一の大河作品であり、実在の人物の名前が出たのはナレーションや登場人物の台詞でもマッカーサー、池田勇人（内閣総理大臣）などごくわずかである。しかし農地改革とこれに伴う地主の没落、高度経済成長下の農村、集団就職、オイルショック、核家族化など昭和20年代から50年代の社会的事象や事件は多数描かれている。
配役としては映画『Wの悲劇』などで、当時注目されていたベテラン女優の三田佳子を橋田の希望で主演に迎えた。その他についても、庶民派大河を意識したキャスティングとなった。制作費の面では、例年に比べて出演者が少なく、過去の局資産も流用できるため、思い切って本建築の高原家セットを組むなど、バランスのとれた予算配分となった。
オープニング映像は水晶玉に光をあて光がうねるような描写と燃え盛る炎が交互に現れるという、物語を象徴するような激しくも幻想的な作りとなっている。そのバックには、ドラマ中の重要なシンボルである岩木山の眺望がかげろうのように浮かび上がる。
音楽は坂田晃一が『おんな太閤記』以来の再タッグとなった。のちに同じ橋田作品の『春日局』も担当し、橋田脚本の大河作品すべてを担当したことになる。
平均視聴率は29.3%、最高視聴率は36.7%。1984年度の『山河燃ゆ』から続いた「近代大河3部作」中では平均視聴率が一番高かった。しかし「近代大河3部作」1作目の『山河燃ゆ』は評判が悪く、続く『春の波涛』では著作権侵害事件が起き、また何れも視聴率が低かったため、今作はヒットしたものの、これ以降近現代シリーズは企画を見合わせることとなった。
その後、大河ドラマで近現代、特に昭和以降が舞台となる作品は2019年に『いだてん〜東京オリムピック噺〜』が放送されるまで33年もの間途絶えた。これにより、大河ドラマはあくる1987年の『独眼竜政宗』以後再び、一時期「水曜時代劇枠（水曜20時）」に「新大型時代劇」として移動していた史実重視の時代劇路線に戻ることになった。
2006年12月から1年間、CS放送「ホームドラマチャンネル」で再放送した。

## あらすじ
序盤
1945年8月18日（玉音放送から4日後）、弘前へ向かう汽車に東京の自宅を焼け出されて故郷へ向かう高原未希・佐智姉妹がいた。佐智は空襲で足が不自由になっており、この旅で弘前へ男を訪ねる妊娠中の村中ハル、高校生（旧制）の中川邦之と知り合う。
故郷へ帰り、母の千恵、使用人の工藤清吉・イネ夫妻と再会したのも束の間であった。男に裏切られ、海に身を投げようとして、海軍予備学生から復員した浜村直彦に助けられたハルが連れて来られ、千恵、イネらの奮闘にもかかわらず流産する。一時は自殺すら考えたハルだったが、清吉らの説得により「男に頼らず一人で生きる」と実業家への道を志す。間もなく千恵が吐血して倒れ、医師・坂口一成の診察により癌を宣告される。シベリアへ抑留された父正道と結婚式を挙げた神社へ未希とハルの助けで参拝して間もなく亡くなり、このことがきっかけで未希は医者を志し女子医専に進学。
しかし高原家は農地改革の嵐に見舞われ、小作人で幼馴染の岩田剛造の努力も虚しく、父のシベリア抑留を理由に不在地主に認定された高原家は全ての土地を失ってしまう。
中盤
東京で共に農村医療を志す直彦と未希は惹かれあい、医専を卒業した未希は故郷へ帰り念願の医者となる。佐智は姉の医療を無資格で補助していたことが問題となり、看護婦を目指し資格を取った。シベリアから父・正道が帰って来るが、長い抑留生活のため、余命幾ばくもないことがわかり、弘前医大を出て医師となった中川邦之は、正道が元気なうちに佐智と結婚したいと申し出る。その結婚式の夜、妻・千恵の墓前で、正道は息を引き取った。
その後も開業医としては順調な日々を送る未希だったが、妊娠中の剛造の妻初子の体調不良の訴えを妊娠中毒症と誤診、腎臓病で初子を胎児ともども亡くす結果となり、医者としての自信を失った未希はアメリカ・シアトルへ留学し、そこで直彦と再会する。留学も終わりに近付いた頃、一旦は直彦のプロポーズを受けた未希だったが、帰国後地域医療を捨て大学に戻る途を選んだ直彦と決別する。
帰国後、周囲の反対を押し切って剛造と結婚した未希は、姑のテルと激しい確執を演じるが、剛造と初子の娘・典子の病気を治療したことをきっかけに和解する。
故郷が町村合併したことを契機に公立の診療所ができて、次第に経営が苦しくなった未希は東京でダンスホールの経営者として成功していたハルの勧めで、東京郊外の新興住宅地に1年間だけの予定で開業、故郷の医院は義弟の邦之に留守を託した。東京で開業した医院は急速に開発が進んだ結果医師不足となっていたため多忙となり、未希は自らが必要とされている地域があることを知った。約束の1年後、未希は、テルや清吉、佐智らに故郷への復帰を懇願され、邦之も交代を提案しながらも、未希の医師としての生きがいを見た剛造が東京での医院継続に賛成し、剛造の後ろ楯で本格的に移転を決める。しかしその過程で典子との確執を生むのだった。
終盤
未希が東京での医院継続を決めた頃、故郷から集団就職で征子が上京した。しかし征子は、上京時に約束された定時制高校への通学もままならず惨状を見かねたハルは征子を引き取り、都内の難関全日制高校へ進学させ、大学まで出し医者にさせるほど征子に愛情を注いだ。同じ頃、剛造と初子の息子・竜夫も継母の未希を頼って上京、竜夫は都内の高校から大学の経済学部へ進学し、卒業後は未希の医院の事務を担当した。
後に征子は竜夫と結婚。その新婚旅行の最中、オイルショックが起こり、これに対応して乗り切った竜夫は、やがて病院の実務を切り回していくことになる。一方、青森で父と暮らした典子との確執は収まらず、結婚式の日、典子は未希が用意した婚礼衣装に袖を通さず、初子の形見の着物を身につけて式に臨むが、テルが認知症にかかり、未希は彼女を東京に引き取り介護することで和解する。やがてテルは未希に看取られて死去。
それから間もなく親友のハルの末期癌が発覚。ハルは弘前での最期を望み、親しい人たちに囲まれて高原家で息を引き取る。やがて、竜夫による医療保険不正請求事件が発覚。竜夫を問い詰め叱責する未希に対し、竜夫は謝罪するが、病院の経営状況が火の車であり、やむなくしていたことを聞かされた未希は愕然とするのだった。
ラスト
剛造が長年のリンゴの品種改良の努力が実って、農業賞を受賞。喜びも束の間、剛造もまた病に冒される。意識不明になった剛造の自発呼吸がついに停止し、気管切開をしようとする医師とそれを望んだ家族に対し「もういい。お父さん頑張ったんだから」と未希は延命治療を拒み、安らかに旅立たせるのだった。それにより典子は、剛造を殺したのはあんただ、それでも医者かと罵倒、激しい憎しみを燃やし、竜夫や征子が説得しても剛造が建ててくれた家に未希が入ることを許さなかった。しかし、失意の未希に清吉は剛造が生前農業雑誌に寄稿していた記事（品種改良の結果できた新種のリンゴの名を未希にちなんでつけたことと未希への感謝の念が書かれていた）を見せてくれ、それを読んだ未希は喜びに涙する。その記事は典子も読むこととなり、剛造の未希への愛情を知り、典子が未希に土下座して謝罪、和解する。
その後、典子達の農作業を手伝おうとする未希だったが、慣れない農作業では却って足手まといとなり、自責の念にかられた未希は、全てを投げ出そうと家を出、青森県内のとある山奥の温泉宿に逗留する。そこで働いていた女性の難産を助け、自分にも役目があることを思い出した。東京の医院は征子に任せ、未希は離島の診療所へ赴く。そして「いのち」を守るため、今日も診療を続けるのであった。

## 登場人物

### 主人公
岩田未希
（高原未希→岩田未希）
演：三田佳子
結婚前の姓は高原。
母の死をきっかけに医者を目指すようになる。

### 高原家
高原正道
演：丹波哲郎
未希の父。高原本家の当主であり、実業家。小作たちからは「高原のだんな」と呼ばれ慕われている。戦時中に満州に渡り事業を起こすも、終戦直前のソ連侵攻によりシベリアに抑留される。終戦後の正道の不在により農地改革の際に高原家は不在地主とみなされ、高原家の家屋敷を除いてすべての土地が小作にわたってしまう。数年後に帰国できるも、千恵は既に他界しており、自身も抑留中の極度の栄養失調と疲れから先は長くない状態であった。佐智と邦之の結婚を邦之の両親に納得させ、二人の結婚式を見届けた当夜、雪の降る中、千恵の墓前で一人祝い酒を飲みそのまま眠り、亡くなる。自分の死期を悟っていた正道にとって覚悟の死（自殺）だったとの描写がなされた。眠る直前、未希と浜村直彦の結婚を予感していたが、二人は最終的に破局となる。
高原千恵
演：久我美子
未希の母。
戦中、女学生だった未希と佐智を東京の家に残して、正道の代わりに津軽の高原家を清吉やイネと守っていた。終戦後に津軽に引き上げた娘たちとつかの間の親子の時間を過ごすも、末期の胃がんで余命わずかであると判明。無医村地区のため初期段階に医者にかかることができなかったからであった。死の床にあってようやく正道の消息が届けられるも、手紙と一緒に送られたオルゴールが奏でる千恵の好きな曲を聴きながら亡くなる。その死によって未希は医者を志し、特に母を死に追いやった無医村問題に目覚めていくことになる。台本では、まだ病名を告げられる前に自身の死を予感し、一人涙ぐむ描写もある。
中川佐智
（高原佐智→中川佐智）
演：石野真子
未希の妹。
戦争が原因で足が不自由になるも、坂口の執刀で治癒。看護婦資格を取り、姉や夫を支える。邦之とはお互い一目ぼれに近い出会いだった。
中川邦之
演：渡辺徹
未希姉妹とハルが故郷へ帰る列車の中で出会った旧制高校生。中川家の三男。
跡取りでないため自由気ままな性格だが、一度決めたことは貫き通す意志の強さをもっており、それは未希や直彦に感化され、一から勉強し医者になったことにもあらわれている。またねぶたをこよなく愛しており、終戦後のねぶた復活に同郷の若者とともに奔走した。佐智との結婚を反対していた両親も正道のとりなしで納得し、りっぱな結婚式をあげることができる。未希が上京の後、津軽の高原家で医院を引き継ぐ。自称「水を飲んでも太る」とのことで、戦中後の食糧難にあってもりっぱな体格をしていた。
高原弘道
演：石田弦太郎
正道の弟。高原家の分家の主。
本家の問題に正枝ら妹たちと何かと首を突っ込み、未希や清吉につらくあたる。特に婿も迎えず医者にもなり、本家の跡取りとしての自覚を見いだせない未希と衝突することが多く、剛造との結婚に激怒し、半ば絶縁してしまう。
工藤清吉
演：大坂志郎
高原家に仕える使用人。
自殺未遂をし、自暴自棄のハルに生きる希望を諭す。農地改革の際に弘道の強い助言で高原家の財産を一部隠匿し過少申告したことが何者かに密告され、より多くの財産を接収されてしまったことを悔やみ刀で自殺しようとするも、駆けつけたハルに「あたしが死のうとした時、命を粗末にするなってひっぱたいたのはどこの誰なんだよ！」と叱咤され思いとどまる。以前、絶望の淵から救ったハルに今度は清吉が救われたのだった。その後は地主でなくなった高原家であっても、以前と同じように未希姉妹をお嬢様と敬い、時には私財をなげうって支えていく。
工藤イネ
演：赤木春恵
清吉の妻。
清吉と共に未希を支えていく。産婆でもあり、佐智の赤子も取り上げる。未希と剛造の結婚を最後まで反対し、未希と姑・テルとの仲を何かと案じていた。末期のがんで死にゆくハルに来世への希望を語り、安らかな最期をおくらせてやる。

### 岩田家
高原家の小作農家だった。
岩田剛造
演：伊武雅刀
青森でのリンゴ農家を営む男。後に未希の夫になる。
岩田テル
演：菅井きん
剛造の母。
農地改革で高原家の小作という立場から離れても、未希のことは「お嬢様」として立てていたが、剛造との結婚後は姑として対立や和解を繰り返す。後に認知症（放送当時は『老人性痴呆症』）を患い、未希の介護を受けるが、最期は未希に「ありがとう、おら、幸せもんだ…」と言い残して息を引き取った。意外に新しもの好きで、発売されたばかりのスクーターを乗り回していたこともあった。
岩田初子
演：山咲千里
剛造の最初の妻。
未希の誤診によって亡くなってしまう。
岩田竜夫
演：小林大介→加藤明人→内田慎一→新藤栄作
剛造と初子の息子。
大学卒業後は、医療機器や薬品の製造販売会社に就職。後に征子と結婚し、高原病院の事務局にはいる。
岩田典子
演：佐藤央望→清水愛→二階堂千寿→高木美保
剛造と初子の娘。
剛造と未希が結婚した時は未希になついていたが、未希が東京に出たのをきっかけに「剛造を捨てた」未希との折り合いが悪くなる。その後未希がテルを引き取ったことで一時和解するが、剛造の死により亀裂は決定的となる。しかし剛造が書いた記事を読んで剛造の未希に対する思いを知り、未希と和解する。
岩田征子
（津田征子→岩田征子）
演：高松涼子→宮原永海→小林綾子→岸本加世子
平吉と浅子の娘。ハルの援助で大学の医学部を卒業して高原病院の産婦人科医となる。のちに竜夫と結婚して共に病院を支える。
岩田豊
演：草見潤平
岩田久子
演：菅原チネ子
岩田真希
演：島名美里

### その他おもな登場人物
坂口一成
演：宇津井健
中川家に下宿しながら弘前の陸軍病院で働いていた外科の元軍医。除隊となり東京の女子医専に復帰。未希にとって生涯の師となる。
坂口美代
演：野際陽子
一成の妻。未希やハル、直彦たちの面倒を何かと見る。
村中ハル
演：泉ピン子
未希とは故郷へ帰る列車の中で出会い、生涯の友となっていく。東京大空襲では家族全員を失う。男に捨てられ入水自殺するも、直彦に助けられる。運び込まれた高原家で流産。東京の土地を売った金を元手に、金太と組んで津軽・東京間のりんごのヤミ売買を始め、りんご景気に乗じて財を成す。後に会社を経営するなどの実績をあげていく。
浜村直彦
演：役所広司
戦死した兄たちと同じ海軍士官だったが、特攻間際に終戦を迎える。これからの人生に失望し自殺しようと立ち寄った海で、先に入水したハルを助ける。そのことで吹っ切れ、医者を志すようになる。未希の初恋の相手。
浜村とも子
演：小林千登勢
直彦の母。夫と二人の子を戦争でなくす。もとは軍人一家の妻として親戚からも羨ましがられるような暮らしをしていた。終戦後は東京から津軽へ引き揚げ、実家の兄の海産物問屋を手伝っている。
八木金太
演：吉幾三
津軽の運び屋。未希の友人。
大場甚一郎
演：柳生博
高原医院に患者として来院した際、搬送された急患を見て、自分は産婦人科医であることを明かし、その患者は子宮外妊娠と診断してその場で手術を実施する。それがきっかけで高原医院に産婦人科医として勤務し、病院に改組した時には副院長となる。
水田教授
演：内藤武敏
直彦の母校の教授。
浜村玲子
（水田玲子→浜村玲子）
演：手塚理美
水田教授の娘。直彦の妻となる。
中川忠之
演：三上寛
中川家の長男。
中川圭子
演：海老名美どり
忠之の妻。
八田修二
演：渡辺裕之
八田鶴松
演：今福将雄
正道のシベリア抑留仲間。
花田健作
演：藤堂新二
津田平吉
演：磯部勉
津田浅子
演：日下由美
平吉の妻。征子の母。
田所久治
演：平泉成
正道が社長を務める満州の会社の社員。終戦後満州を脱出し、正道から託された荷物を高原家に届ける。その中に千恵と正道の思い出の曲を奏でるオルゴールが入っていた。
田所久子
演：今出川西紀
荒井壮太
演：塩屋俊
未希が不在中の高原医院に脚を骨折して運ばれてくる。留守を任されていた絹子と昭子が他の病院へ搬送し事なきを得た。料理屋に修行中の身で、板前になるのが夢。昭子と恋仲になり結婚。やがて自分の店を持つことになる。
荒井昭子
演：大平江利子→鹿取洋子
柴田勘助
演：小野泰次郎
直彦の叔父でとも子の兄。実家で肩身の狭い思いをしながら慣れない仕事をしている妹をなにかと面倒見ている。
山内京子
演：高崎晃子
高原医院の看護婦。
小松
演：織本順吉
信吉
演：鈴木正幸
松子
演：上村香子
信吉の妻。出産の際に出血が止まらず、同じ血液型の未希が自血を輸血。松子の命を救っている。
平田
演：奥村公延
曾我
演：早崎文司
今井
演：佐古正人
草野
演：山崎満
文造
演：今西正男
正枝、君枝、時枝
演：長内美那子（正枝）、左時枝（君枝）、浅利香津代（時枝）
正道の妹たち。
絹子
演：川島千恵→長島裕子
征子や昭子とともに集団就職のため上京。昭子と同じ工場で働いていたが、過酷な労働条件に耐えられなくなり二人して辞めてしまう。見かねた未希によって高原医院で働くこととなり、後に看護婦資格を取得して昭子と共に高原医院や後の高原病院の看護婦として未希を支えていく。
絹子の父
演：堀内泰雄
絹子の母
演：盛岡節子
スエ
演：花原照子
フキ
演：小野敦子
信吉の母。
ハマ
演：松本マツエ
ヒサ
演：由起艶子

## スタッフ
- 作：橋田壽賀子
- 音楽：坂田晃一
- 語り：奈良岡朋子
- 演奏：新室内楽協会（現・新音楽協会）
- テーマ音楽演奏：NHK交響楽団（ピアノ・本荘玲子、ヴァイオリン・堀正文）
- テーマ音楽指揮：小松一彦
- 監修：小木新造、小舘衷三
- 医事監修：行天良雄、白石幸治郎
- 衣装考証：小泉清子、鈴木紀男
- 方言指導：津島康一、相沢ケイ子
- 制作：澁谷康生
- 美術：川口直次、蒔田穣
- 効果：広瀬洋方、中村真一、米本満
- 技術：大沼伸吉、田村久男
- 撮影：入倉道治、遠藤信明
- 照明：増山実、久保富雄
- 音声：岩崎延雄、仲野次郎
- 記録・編集：高室晃三郎
- 演出：伊豫田静弘、富沢正幸、布施実、金沢宏次、枡田豊、小見山佳典、阿部康彦

## 放送
特記が無い限りNHKクロニクルのNHK番組表ヒストリーで確認。

### 通常放送時間
- NHK総合、衛星第1放送：毎週日曜 20時 - 20時45分
- （再放送）NHK総合、衛星第1放送：毎週土曜 13時25分 - 14時10分[注 4]

### 放送日程
- 第1回、最終回は4分拡大で放送。

| 放送回                                                     | 放送日   | 題             | 演出       | 視聴率 |
| ---------------------------------------------------------- | -------- | -------------- | ---------- | ------ |
| 第1回                                                      | 1月5日   | 帰郷           | 伊豫田静弘 | 26.6%  |
| 第2回                                                      | 1月12日  | 母と娘         | 伊豫田静弘 | 28.2%  |
| 第3回                                                      | 1月19日  | 母よ!          | 富沢正幸   | 26.6%  |
| 第4回                                                      | 1月26日  | 旅立ち         | 布施実     | 26.5%  |
| 第5回                                                      | 2月2日   | めぐり逢い     | 伊豫田静弘 | 28.0%  |
| 第6回                                                      | 2月9日   | 落日の家       | 富沢正幸   | 25.8%  |
| 第7回                                                      | 2月16日  | いとしき大地   | 布施実     | 25.9%  |
| 第8回                                                      | 2月23日  | 姉妹           | 伊豫田静弘 | 27.2%  |
| 第9回                                                      | 3月2日   | 若者たち       | 富沢正幸   | 26.1%  |
| 第10回                                                     | 3月9日   | ひとすじの道   | 金沢宏次   | 30.2%  |
| 第11回                                                     | 3月16日  | 卒業           | 布施実     | 29.0%  |
| 第12回                                                     | 3月23日  | 故郷へ         | 伊豫田静弘 | 30.7%  |
| 第13回                                                     | 3月30日  | 希望           | 金沢宏次   | 27.0%  |
| 第14回                                                     | 4月6日   | 父と娘         | 富沢正幸   | 23.9%  |
| 第15回                                                     | 4月13日  | 花嫁の父       | 布施実     | 27.8%  |
| 第16回                                                     | 4月20日  | 嵐の青春       | 金沢宏次   | 23.7%  |
| 第17回                                                     | 4月27日  | わかれ道       | 富沢正幸   | 25.5%  |
| 第18回                                                     | 5月4日   | 友情           | 布施実     | 28.9%  |
| 第19回                                                     | 5月11日  | 再会           | 伊豫田静弘 | 26.5%  |
| 第20回                                                     | 5月18日  | 愛の別れ       | 伊豫田静弘 | 27.6%  |
| 第21回                                                     | 5月25日  | 新たなる旅立ち | 枡田豊     | 27.8%  |
| 第22回                                                     | 6月1日   | ふれあい       | 富沢正幸   | 29.3%  |
| 第23回                                                     | 6月8日   | 愛あればこそ   | 布施実     | 29.6%  |
| 第24回                                                     | 6月15日  | 結婚式         | 伊豫田静弘 | 29.3%  |
| 第25回                                                     | 6月22日  | 嫁の座         | 富沢正幸   | 29.4%  |
| 第26回                                                     | 6月29日  | 嫁姑           | 布施実     | 31.1%  |
| 第27回                                                     | 7月6日   | 母を待つ子     | 小見山佳典 | 31.7%  |
| 第28回                                                     | 7月13日  | 輝けるとき     | 伊豫田静弘 | 30.4%  |
| 第29回                                                     | 7月20日  | 走れ妹よ!      | 富沢正幸   | 28.5%  |
| 第30回                                                     | 7月27日  | 津軽の少女たち | 布施実     | 28.5%  |
| 第31回                                                     | 8月3日   | かあさんの味   | 伊豫田静弘 | 24.7%  |
| 第32回                                                     | 8月10日  | 東京へ         | 富沢正幸   | 26.1%  |
| 第33回                                                     | 8月17日  | 生きがい       | 金沢宏次   | 28.3%  |
| 第34回                                                     | 8月24日  | いとしき妻     | 布施実     | 28.5%  |
| 第35回                                                     | 8月31日  | さらば津軽よ   | 伊豫田静弘 | 27.8%  |
| 第36回                                                     | 9月7日   | 光さす道       | 富沢正幸   | 29.0%  |
| 第37回                                                     | 9月14日  | 女のしあわせ   | 阿部康彦   | 27.0%  |
| 第38回                                                     | 9月21日  | 女ふたり       | 布施実     | 30.6%  |
| 第39回                                                     | 9月28日  | 花嫁衣裳       | 伊豫田静弘 | 30.6%  |
| 第40回                                                     | 10月5日  | 愛の賛歌       | 富沢正幸   | 33.1%  |
| 第41回                                                     | 10月12日 | 津軽のおんな   | 布施実     | 30.9%  |
| 第42回                                                     | 10月19日 | 嫁のつとめ     | 金沢宏次   | 34.1%  |
| 第43回                                                     | 10月26日 | 望郷           | 伊豫田静弘 | 35.0%  |
| 第44回                                                     | 11月2日  | あしたこそ     | 富沢正幸   | 31.8%  |
| 第45回                                                     | 11月9日  | 新しき家族     | 布施実     | 34.9%  |
| 第46回                                                     | 11月16日 | ガン告知       | 伊豫田静弘 | 32.7%  |
| 第47回                                                     | 11月23日 | さらば友よ     | 富沢正幸   | 33.7%  |
| 第48回                                                     | 11月30日 | 帰りなんいざ   | 布施実     | 36.2%  |
| 第49回                                                     | 12月7日  | 永遠のわかれ   | 伊豫田静弘 | 36.2%  |
| 最終回                                                     | 12月14日 | いのちふたたび | 伊豫田静弘 | 36.7%  |
| 平均視聴率 29.3%（視聴率は関東地区・ビデオリサーチ社調べ） |          |                |            |        |

### 総集編
| 放送回 | 放送日   | 題             | 放送時間    |
| ------ | -------- | -------------- | ----------- |
| 第1部  | 12月27日 | 帰郷           | 19:20-20:45 |
| 第2部  | 12月27日 | 希望           | 21:00-22:30 |
| 第3部  | 12月28日 | 生きがい       | 19:20-20:45 |
| 第4部  | 12月28日 | いのちふたたび | 21:00-22:30 |

## 関連商品

### ソフトウェア
2016年に完全版、総集編DVDが発売されている。

### 書籍
- いのち : NHKテレビ・シナリオ 上 ISBN 4-14-005123-X（1986年3月発売、NHK出版）
- いのち : NHKテレビ・シナリオ 中 ISBN 4-14-005124-8（1986年7月発売、NHK出版）
- いのち : NHKテレビ・シナリオ 下 ISBN 4-14-005125-6（1986年11月発売、NHK出版）

## その他
- この番組の放送を記念して弘前市に拠点を構える菓子メーカー・ラグノオささきが、「いのち」というスポンジケーキを発売した。放送終了から30年以上経った2020年現在でも発売しているため、命名の理由を知らない消費者も増えている[6]。
- 林檎の新種「未希ライフ」はこのドラマにちなんでつけられた。このドラマの林檎農家の描写を開発者が指導したためである。
- これでもか、これでもかと主人公にふりかかる不運の連続に相当の批判の投書がNHKに寄せられた。
- 後年、中南米の国キューバで放映され視聴率が80%を記録した。
- 第1回「帰郷」冒頭に登場する、主人公たちが乗車する混成列車を牽引する蒸気機関車は「C57-1」、撮影は山口線で行われた。
- 放送の翌年である1987年、三田佳子主演で舞台化されている。（新橋演舞場4月公演、香川京子・江守徹・浅田美代子・菅原謙次・波乃久里子ら出演）